# Wladimir Nikolajewitsch Beneschewitsch

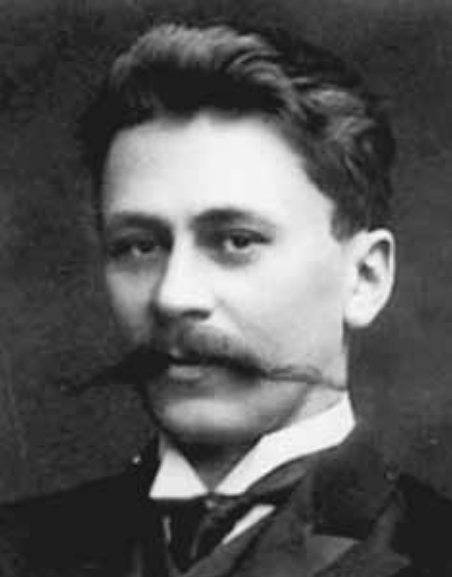
Wladimir Nikolajewitsch Beneschewitsch, nach 1900

Wladimir Nikolajewitsch Beneschewitsch (russisch Владимир Николаевич Бенешевич; Vladimir N. Beneševič}; * 9. August 1874 in Druja, Gouvernement Wilna, Russisches Kaiserreich, heute Belarus; † 17. Januar 1938 in Leningrad) war ein russischer Historiker und Byzantinist, insbesondere in den Bereichen  Byzantinische Geschichte, Kanonisches Recht sowie Philologe und Paläographie.
Beneschewitsch wurde 1938 durch das Sowjetregime im Zuge der sogenannten Stalinschen Säuberungen hingerichtet und gehört zu den „Neuen Märtyrern“ der russisch-orthodoxen Kirche.

## Leben
Sein Vater war ein Gerichtsdiener am örtlichen Gericht in Druja und sein Großvater ein Priester der russisch-orthodoxen Kirche. Er hatte einen Bruder Dmitri, der drei Jahre älter war.
Beneschewitsch beendete das Gymnasium 1893 'erstklassig'. Er studierte dann Recht an der Staatlichen Universität Sankt Petersburg von 1893 bis 1897 und graduierte ebenfalls mit einem erstklassigen Diplom. Von 1897 bis 1901 studierte er Philosophie, Recht und Geschichte in Deutschland, zunächst an der Universität Heidelberg, dann an der Universität Leipzig und schließlich an der Universität Berlin. Nach seiner Rückkehr nach Russland heiratete er Amata (Ludmila) Faddejewna Zielińska (1888–1967), Tochter des Professors für Klassische Philologie Tadeusz Stefan Zieliński an der Universität Sankt Petersburg. Die Beneschewitschs hatten drei Söhne: Nikita (1910–1918) und die Zwillinge Dmitri (1911–1937) und George (1911–1937).

### Studienjahre
Zwischen 1900 und 1905 arbeitete Beneschewitsch in Bibliotheken in Europa und im Nahen Osten. Er studierte slawische und byzantinische Schriftquellen und nahm an der ersten archäologischen Expedition zu den antiken religiösen Zentren am Berg Athos, Berg Sinai, in Ägypten, Griechenland, Kleinasien und Palästina teil. Man gewährte ihm Zugang zu den handschriftlichen Klosterkollektionen in 49 Bibliotheken. Er arbeitete in Paris, Wien, München und Rom und entdeckte viele bisher unbekannte Meilensteine des Rechts. Das Hauptaugenmerk seiner Forschungstätigkeit war die Rekonstruktion des byzantinischen Rechts, basierend auf systematischem Quellenmaterial. Er lehrte auch kurz (1903–1904) kanonisches Recht am Alexander Lyceum. Die Ergebnisse seiner Forschungen wurden in seiner Masterarbeit The story of the sources of Canonical Law of the Greek Orthodox Church 1905 veröffentlicht. Er erhielt daraufhin einen Master im Kirchenrecht. Er entdeckte auch drei neue Fragmente des Codex Sinaiticus (diese werden jetzt in der Russischen Nationalbibliothek in Sankt Petersburg aufbewahrt).
1905 wurde Beneschewitsch als Privatdozent für byzantinische Geschichte an die Fakultät für Geschichte und Philologie an die Universität St. Petersburg berufen. Im Jahre 1908 wurde er als Redakteur der Zeitschrift Обозрения трудов по славяноведению ernannt. Er behielt diesen Posten bis 1918.
Im Jahre 1909 wurde er schließlich als außerordentlicher Professor berufen, kurze Zeit später dann als ordentlicher Professor für byzantinische Geschichte. Er hielt auch ausführliche Vorlesungen zur Paläographie. Von 1906 an lehrte er die Geschichte des Kirchenrechts an der Rechtsfakultät der Universität, an der Theologischen Akademie St. Petersburg (1906–1909), bei den Fortgeschrittenenkursen für Frauen, auf den Frauenkursen Raeva (1910–1911) sowie an der Militärakademie des Rechts (1909–1912).
Die Universität Athen verlieh ihm 1912 den Ehrendoktor des Rechts. Im selben Jahr regte Beneschewitsch zusammen mit dem Ägyptologen Boris Alexandrowitsch Turajew und dem Linguisten Nikolai Jakowlewitsch Marr die Herausgabe der Zeitschrift Христианский восток (Christlicher Osten) unter Schirmherrschaft der kaiserlichen Akademie der Wissenschaften an.
Kurz vor Ausbruch des Ersten Weltkrieges im Jahre 1914 veröffentlichte Beneschewitsch seine Doktorarbeit über die Synagoge über 50 Arbeiten und andere juristische Sammlungen des Johannes Scholastikos. Noch im selben Jahr wurde ihm der Doktor des Kirchenrechts verliehen.

### Erster Weltkrieg
Zwischen 1917 und 1918 arbeitete Beneschewitsch als Sekretär des Konzils der Russisch-Orthodoxen Kirche. Anschließend diente er bis 1926 in verschiedenen Kapazitäten der Kirchenarchive und Bibliotheken. So war er von 1923 bis 1926 Leiter der Öffentlichen Bibliothek der Geschichtsakademie der Materialkultur und von 1925 bis 1926 Bibliotheksleiter der Abteilung für griechische Manuskripte in der Öffentlichen Bibliothek für Manuskripte in Leningrad.
Im Juli 1922 und erneut 1924 wurde er in Zusammenhang mit dem Fall des Metropoliten Benjamin festgenommen, aber in beiden Fällen nicht lange festgehalten.
1926 wurde Beneschewitsch ernannter Sekretär der byzantinischen Kommission der UdSSR. Im Jahre 1927 wurde ihm die Reisegenehmigung nach Deutschland für einen dreimonatigen Wissenschaftsaufenthalt gewährt. So hatte er die Möglichkeit, eine Reihe griechischer Manuskripte zu studieren. Kurz nach seiner Rückkehr bot ihm die Bayerische Akademie der Wissenschaften an, seine Arbeit über Johannes Scholastikos zu übersetzen. Beneschewitsch stimmte zu.

### Vorwurf der Spionage, Hinrichtung und Rehabilitation
Im November 1928 wurde er unter dem Vorwurf der Spionage für den Vatikan, Deutschland und Polen festgenommen. Er wurde zu drei Jahren Gefängnis verurteilt und in das Solowezki-Gefangenenlager gesandt. Er wurde 1930 nach Leningrad zurückgebracht, um dem Prozess seiner Frau und seines Bruders zum Vorwurf der Volksverhetzung beizuwohnen. Im August 1931 wurde er zu fünf Jahren Gefangenschaft verurteilt und in das Uchta-Petschoraer Gefangenenlager einquartiert. Die Festnahme und Hausdurchsuchungen zerstörten seine Sammlung von Kopien alter Manuskripte fast vollständig. Von den 49 Manuskripten, die aus seinen veröffentlichten Prolegomenas bekannt waren, überlebten nur drei. Etwa 2000 Photographien wurden ebenfalls zerstört.
Auf Anfrage des Altbolschewisten Wladimir Bontsch-Brujewitsch wurde Beneschewitsch im März 1933 vorzeitig entlassen. Von 1933 an diente Beneschewitsch als Archivar griechischer Manuskripte in öffentlichen Bibliotheken und lehrte byzantinische Geschichte an der Staatlichen Leningrader Universität.
Die Ausgabe seines Werkes über Johannes Scholastikos wurde im Mai 1937 in München veröffentlicht.  Im Oktober 1937 stellte ein Artikel in der Iswestija dies als Betrug dar und fragte, warum eine russische wissenschaftliche Arbeit in Nazideutschland veröffentlicht wurde. Beneschewitsch wurde von seinem Posten entlassen und am 27. November unter der Anklage der Spionage für Nazideutschland festgenommen.
Zusammen mit seinen beiden Söhnen und seinem Bruder, die der gleichen Anklage für schuldig befunden wurden, wurde Wladimir Nikolajewitsch Beneschewitsch am 17. Januar 1938 durch ein Erschießungskommando der NKWD in Leningrad hingerichtet. Beneschewitsch wurde am 29. April 1938 aus der Liste der Sowjetischen Akademie der Wissenschaften gestrichen.
Am 20. August 1958 wurde er durch ein Militärtribunal LVO von allen Vorwürfen des Hochverrats entlastet, über 20 Jahre nach seiner Hinrichtung. Außerdem wurde er am 19. Dezember 1958 von der Akademie der Wissenschaften rehabilitiert.

## Mitgliedschaften
1914 wurde Beneschewitsch korrespondierendes Mitglied der Bayerischen Akademie der Wissenschaften, 1924 der Russischen, Anfang 1928 der Akademie der Wissenschaften der UdSSR und 1929 der Preußischen Akademie der Wissenschaften. Dazu kam 1929 die Mitgliedschaft der Straßburger Akademie der Wissenschaften.

## Schriften (Auswahl)
Vladimir Beneshevich veröffentlichte mehr als 100 Werke zur byzantinischen Geschichte und Kultur. Die wichtigsten sind:
- Два списка славянского перевода синтагмы Матфея Властаря, хранящиеся в СПб-кой синодальной библиотеке: Описание их и тексты неизд. ст. Saint Petersburg, 1902.
- Канонический сборник XIV титулов со второй четверти VII в. до 883 г. К древнейшей истории источников права греко-восточной церкви. Saint Petersburg, 1905.
- Древнеславянская кормчая XIV титулов без толкования. СПб, 1907. Т. 1; Sofia, 1987. Т. 2.
- Армянский пролог о св. Борисе и Глебе. Sankt Petersburg 1909.
- Ответы Петра Хартофилакса. Sankt Petersburg 1909.
- Описание греческих рукописей монастыря св. Екатерины на Синае. Sankt Petersburg 1911–1917. Т. 1–3.
- Синагога в 50 титулов и другие юридические сборники Иоанна Схоластика. К древнейшей истории источников права греко-восточной церкви. Sankt Petersburg 1914.
- Сборник памятников по истории церковного права, преимущественно русской церкви до эпохи Петра Великого. (2 issues) Sankt Petersburg 1915.
- Ioannis Scholastici Synagoga L titulorum ceteraque eiusdem opera iuridica. (= Abhandlungen der Bayerischen Akademie der Wissenschaften. Philosophisch-historische Abteilung. Neue Folge, Heft 14), Verlag der Bayerischen Akademie der Wissenschaften, München 1937 (Digitalisat) [maßgebliche kritische Ausgabe des griechischen Textes der Synagoga des Johannes Scholastikos]
- Вазелонские акты. Материалы для истории крестьянского и монастырского землевладения в Византии VIII—XV веков. Л., 1927 (posthumously together with Ф. И. Успенским).
- Corpus scriptorum juris graeco-romani tam canonici quam civilis. Sofia 1935.